# Две тополи
Две топо̀ли е село в Южна България, община Баните, област Смолян.

## География
| Население по години | Население по години |
| ------------------- | ------------------- |
| 1934 г.             | 732 души            |
| 1946 г.             | 780 души            |
| 1956 г.             | 695 души            |
| 1975 г.             | 213 души            |
| 1985 г.             | 54 души             |
| 1994 г.             | 26 души             |
| 2003 г.             | 18 души             |
| 2014 г.             | 14 души             |
| 2018 г.             | 9 души              |

Село Две тополи се намира в Западните Родопи . Разположено е в неголяма котловина, отворена на юг-югоизток и с наклон в същата посока, както и по склона на западното от заобикалящите котловината гористи възвишения, повечето високи над 1000 – 1200 м и снижаващи се на юг.

## История
Селото – тогава с име Ахатлар кебир – е в България от 1912 г. Преименувано е на Две тополи с министерска заповед № 3775, обнародвана на 7 декември 1934 г.
Към 31 декември 1934 г. към село Две тополи спадат махалите Желъд (Пелит бурун), Клен (Алма гидик), Рибарка (Читак балък дере) и Тухла. 

## Религии
В село Две тополи се изповядва ислям.

## Обществени институции
Молитвеният дом в село Две тополи е джамия.